# Mouton de case
En Afrique, un mouton de case est un mouton élevé de manière sédentaire, directement à côté de la maison en milieu rural ou même en zone urbaine. Le but est d'engraisser l'animal pour réaliser une plus-value.

## Présentation
Le mouton de case est un animal élevé de manière traditionnelle et sédentaire. Il est destiné à l'engraissement par embouche. Diverses races destinées à la production de viande peuvent être choisies pour ce type d'élevage, des races sahéliennes ou croisées Djallonké, comme le Targui ou le Touabire, sont surtout utilisées. Les animaux choisis sont des mâles, castrés ou non,.
Ce choix d'élevage est réalisé pour plusieurs raisons. Les animaux sont destinés au sacrifice lors de fêtes religieuses comme l'Aïd al-Adha (ou Tabaski) chez les Musulmans ou pour Pâques chez les Chrétiens. Le choix du mouton y est important. À cette occasion, le prix des ovins augmente considérablement. Le mouton de case, très recherché, est vendu plus cher. En obtenant des animaux plus lourds, l'éleveur réalise une plus-value intéressante lors de la vente. Les familles n'ayant pas les moyens de s'acheter un mouton de case au moment de la fête, font le choix d'acheter un jeune mouton et d'élever eux-mêmes leur propre mouton de case pendant 10 mois. Son élevage revient moins cher que d'acheter un animal déjà engraissé.
L'animal est gardé attaché à un piquet ou dans un petit abri et est nourri avec des restes alimentaires, de l'herbe et du fourrage. En milieu rural et traditionnel, la responsabilité de s'occuper du mouton de case revient aux femmes. Cet élevage permet à celles-ci de gagner en autonomie et de subvenir à leurs besoins. En outre, les jeunes enfants apprennent ainsi les bases de l'élevage.